# Sistema dualistico (professioni)
Un sistema dualistico delle professioni è la suddivisione tra le libere professioni per cui sia istituito un albo dell'ordine professionale obbligatorio per legge, comunemente definite professioni regolamentate o anche professioni ordinistiche, e quelle per cui non vi sia un albo obbligatorio, e definite solitamente professioni non organizzate in ordini o collegi, dette anche professioni associative o non ordinistiche.

## Caratteristiche tipiche
Secondo un approccio funzionalista-sociologico allo studio delle professioni, queste ultime per poter essere definite tali, debbono possedere i seguenti requisiti di specificità:
- Un corpus sistematico di conoscenze, con conseguente rapporto tra docenti e professionisti;
- Rivestire funzioni centrali per la società;
- Uno specifico profilo professionale e un albo professionale o collegio professionale, riconosciuti dall'ordinamento giuridico;
- Un codice deontologico, volto ad abilitare il controllo e la trasparenza sociale.
- Maggiori tutele per i consumatori.

L'introduzione della Legge 4/2013 ha delineato un approccio funzionalista-sociologico anche per le professioni non ordinistiche tali professionisti devono possedere i requisiti stabiliti dalla Legge. 
L'introduzione del D.lgs 109/2023 in materia di Albo dei CTU introduce diverse novità, l'introduzione di nuove categorie, l'obbligo di iscrizione ad associazioni non ordinistiche in assenza dell'esistenza della specifica categoria presso l'Ufficio Ruoli della Camera di Commercio, la competenza delle associazioni non ordinistiche in materia di formazione continua degli iscritti e l'obbligo alla formazione continua e agli aggiornamenti tecnici dei candidati.
Pertanto, le cosiddette "professioni intellettuali" consistono nell'espletamento di attività di natura prevalentemente, anche se non sempre esclusivamente, intellettuale il cui esercizio richiede una peculiare formazione culturale, scientifica e tecnica; esse si caratterizzano per l'autonomia decisionale nella scelta delle modalità di intervento, e per la responsabilità giuridica diretta e personale sul proprio operato. Fanno eccezione le professioni n.c.a. che attualmente non sono soggette ad alcun requisito, e non offrono alcun tipo di tutela del consumatore.

## Caratteristiche generali
Questa suddivisione, diffusa in Europa e nel mondo, si basa sulla distinzione tra il sistema ordinistico (cioè quello basato sugli ordini professionali) e quello associativo.
Laddove il sistema associativo è diffuso da tempo, esso si basa sull'attestazione di competenza, rilasciata dalle associazioni professionali stesse ma in ottemperenza alle prescrizioni internazionali di accreditamento o alla legislazione, o sulla certificazione di conformità alle norme tecniche UNI e ISO (rilasciata dagli organismi accreditati). Questa tipologia di qualifica è, attualmente, essenzialmente volontaria oppure sostanzialmente imposta dal mercato per prassi.
Pertanto, sono due le direttrici di qualifica nel mondo delle libere professioni:
- quello ordinistico, basato sull'esame di stato e obbligatoria (per legge e questa è un'evidente limitazione) iscrizione all'albo corrispondente; il punto debole di questa direttrice è la storica "autoreferenzialità" in quanto il tutto si svolge all'interno dell'ordine o collegio e la valutazione non è ripetuta nel tempo;
- quello non ordinistico, basato sulla legge 4/2013 e sul D.lgs 109/2023 o sulla certificazione del personale da parte di un organismo accreditato; il punto di forza è che la valutazione della competenza è eseguita e ripetuta nel tempo, attraverso norme e procedure internazionali, da un ente terzo indipendente; lo svantaggio è che il mercato delle professioni di alcune nazioni non dà il medesimo valore della certificazione del personale di quello dell'iscrizione ad un ordine.

## Nel mondo

### Italia
Dal punto di vista giuridico, esistono in Italia due diverse tipologie di professioni intellettuali: professioni regolamentate e professioni non organizzate in ordini o collegi, inquadrate dalla Legge 4/2013.

#### Professioni regolamentate
Lo Stato italiano attraverso una legge o appositi regolamenti (ministeriali, regionali, etc.) definisce quali siano i criteri minimi per esercitare una professione attraverso la cosiddetta "regolamentazione dell'accesso". Solitamente l'iter di regolamentazione si compone di:
- la definizione di un titolo di studio;
- l'espletamento di un tirocinio o di un praticantato;
- il superamento di un esame valutativo delle competenze acquisite (ad esempio l'esame di Stato);
- l'iscrizione ad un ordine professionale;

Chi esercita in assenza di questi requisiti, commette il reato di esercizio abusivo di attività professionale ai sensi dell'art. 348 del codice penale italiano.
In altri casi alcuni soggetti istituzionali (ministeri, regioni, comuni, etc.) possono definire il possesso di particolari requisiti per l'esercizio della professione sul territorio di propria spettanza. In questo caso sono le stesse istituzioni che predispongono appositi elenchi e vigilano su di essi.

#### Professioni non organizzate in ordini o collegi
Tale definizione discende dal primo inquadramento legale sull'argomento introdotto in Italia ovvero la Legge 4/2013.
Sono tutte quelle professioni intellettuali il cui esercizio non è vincolato al possesso né di alcun requisito né di specifica formazione, se non quelli stabiliti dal Codice civile italiano e/o da eventuali norme ulteriori. Pertanto, in questi casi è la formazione avanzata di tipo volontaria o imposta dal mercato, l'addestramento sul campo, le qualifiche mediante l'esperienza, le referenze, che "abilitano" il professionista. Anche perché ormai, specie nel mondo della consulenza aziendale o dell'information technology (nonché le recenti numerose libere professioni specifiche del terziario avanzato) oppure nel vasto mondo delle nuove professioni rivolte alla cura e al tempo libero delle persone (si pensi, ad esempio, al consulente enogastronomico o alla wedding planner) più che titoli formali serve specializzazione e preparazione pratica.
Il 19 dicembre 2012 la camera dei deputati ha approvato il disegno di legge n. 3270 ("Disposizioni in materia di professioni non organizzate in ordini o collegi"). La norma in questione è la legge 14 gennaio 2013 n. 4 ("Disposizioni in materia di professioni non organizzate"). La Legge 4/2013 art. 1, di fatto evidenzia anche se in maniera non specifica, tre tipologie di Professionisti:
- professionisti ordinistici;
- professionisti non ordinistici.

L'introduzione di questa legge e il relativo riconoscimento giuridico delle associazioni professionali permette, per i liberi professionisti senza albo, di affiancare alla loro qualifica basata sul curriculum (vedi sopra) anche le attestazioni o le certificazioni di competenza rilasciate dalle dette associazioni, come avviene da molto tempo all'estero. In pratica, la legge riconosce i cosiddetti "liberi professionisti senza albo", cioè i professionisti che esercitano professioni intellettuali diverse da quelle regolamentate con leggi che disciplinano i rispettivi albi, chiamati anche "Ordini professionali" o "Collegi professionali", con regolamento della professione, titoli per accedervi e mansioni regolamentati solo dalla associazione professionale di appartenenza; le professioni che per prime hanno ottenuto l'iscrizione all'elenco delle associazioni professionali tenuto dal Ministero della Giustizia sono i traduttori, gli interpreti, gli amministratori di condominio, gli esperti tributari (ma l'elenco è in continuo aggiornamento).
Il D.lgs 109/2023 in questo senso introduce la possibilità d'iscrizione all'Albo dei CTU in specifiche categorie, esempio Borsa e Titoli, tenuto dal Ministero della Giustizia, di professionisti di professioni non ordinistiche, per tale iscrizione sono previsti stringenti requisiti e possesso di speciali competenze.
Tale impostazione è in conformità alla Strategia di Lisbona della Unione europea in tema di qualifica professionale e prestatori di servizi
introdotta anche nella legislazione italiana (Decreto legislativo nº 206 del 9 novembre 2007, recepimento della direttiva UE nº 36/2005 sulle qualifiche professionali).
Resta sempre il fatto che il numero di libere professioni regolamentate (cioè quelle che una volta erano chiamate, un po' enfaticamente, professioni liberali per distinguerle da quelle esecutive), nonché il numero di professionisti iscritti ai relativi albi, è in Italia ampiamente superiore a tutti gli altri paesi europei, con un primato mondiale. Ad esempio l'Italia è l'unico paese al mondo che regolamenti con l'obbligo di iscrizione ad un albo la professione di giornalista o di consulente del lavoro, mentre il numero considerevole di avvocati iscritti agli albi italiani non trova riscontro in nessun altro paese. In generale, mentre gli avvocati e i medici sono generalmente tutelati e controllati da albi professionali in tutti gli stati, molti altri professionisti non hanno negli altri paesi dell'Unione europea e del mondo una regolamentazione legislativa della professione (con albo a cui si accede con esame di stato e specificazione dell'attività professionale riservata agli iscritti) come nel sistema italiano.
Un'altra differenziazione importante è anche quella che riguarda la obbligatorietà di iscrizione ad un albo: infatti, in diverse nazioni che pur prevedono un esame per svolgere una determinata attività professionale tuttavia è facoltativa l'iscrizione al relativo albo. Cosa che, invece, in Italia non è consentita dalle leggi che dispongono le cosiddette attività riservate.
È abbastanza evidente che da un lato l'Ordinamento giuridico italiano dimostra scarsa fiducia verso le certificazioni e gli accertamenti di competenza da parte delle associazioni professionali, da un lato esigendo per tutte le professioni con un albo (o professioni regolamentate) un esame di stato per ottenervi l'iscrizione, mentre dall'altro lato i professionisti preferiscono la tutela di un albo regolamentato per la maggiore importanza che viene attribuita alla loro professione (e quindi all'entità dell'onorario) nonché alla maggiore facilità nell'esigere gli onorari professionali per via giudiziaria. In tal senso vi è stata la costante pressione sul legislatore per l'istituzione di nuovi albi professionali, arrivando ad un numero di professioni regolamentate che non ha riscontri né in Europa, né nel mondo, pressione che si spera sfumata con l'introduzione del riconoscimento legislativo delle professioni non regolamentate.
Con l'introduzione del D.lgs 109/2023 (Regolamento concernente l'individuazione di ulteriori categorie dell'albo dei consulenti tecnici di ufficio e dei settori di specializzazione di ciascuna categoria, l'individuazione dei requisiti per l'iscrizione all'albo, nonché la formazione, la tenuta e l'aggiornamento dell'elenco nazionale) , la fiducia verso le associazioni professionali non ordinistiche da parte dello Stato è palesemente aumentata, infatti con il Decreto vengono istituite nuove categorie corrispondenti ad attività professionali non regolamentate, ma disciplinate dalla legge 4/2013, un esempio è la categoria "Borse e Titoli. Il Decreto in caso di assenza della specifica categoria presso l'ufficio ruoli degli esperti e dei periti della Camera di commercio, rende obbligatoria, l'iscrizione del candidato che vuole iscriversi all'Albo dei consulenti tecnici d'ufficio (CTU) ad un'associazione professionale di settore specifico, iscritta nell'elenco nazionale del Ministero delle Imprese e del Made in Italy in sezione 2, obbliga alla formazione continua e agli aggiornamenti tecnici i candidati, stabilendo la competenza in materia di formazione continua e degli aggiornamenti tecnici in capo alle stesse associazioni non ordinistiche.
Si pensi, a titolo di esempi, che i più grandi paesi con le più importanti economie del mondo e la più alta competenza scientifica come USA, Cina, India e Gran Bretagna conoscono solo gli albi professionali degli avvocati e dei medici (rispetto ai 29 albi "protetti" italiani), mentre anche negli altri stati della stessa Unione europea il numero degli albi professionali è compreso fra tre e undici. Ciò comporta anche serie difficoltà e una contravvenzione evidente alla normativa UE sul diritto di stabilimento, cioè sul diritto di ogni professionista di stati appartenenti all'UE di esercitare la propria professione in tutta la UE, venendo di fatto assoggettato, se vuole esercitare la propria professione in Italia, ad obblighi di esami, praticantati e iscrizioni ad albi che non esistono nel proprio paese di origine.
Oltre ai 29 albi professionali istituiti per legge e dotati di una propria autonomia di gestione, vi sono in Italia altri albi professionali, pure istituiti per legge, ma senza proprio organo di autogoverno, il governo degli iscritti essendo demandato ad un ente pubblico, come ad esempio l'Albo dei promotori finanziari e l'Albo dei promotori creditizi, quest'ultimo ad esempio posto sotto la vigilanza dell'Ufficio Italiano Cambi (UIC) e poi, dopo la soppressione di tale ente, della Banca d'Italia.
Dal 17 gennaio 2014 è entrata in vigore la nuova direttiva UE sul riconoscimento delle qualifiche professionali (2013/55/CE che modifica la 2005/36/CE). Le novità sono molte.
L'elenco nazionale completo e aggiornato delle associazioni non ordinistiche è visibile sul sito web ministeriale e si suddivide principalmente in tre sezioni, la sezione 1 riservata alle associazioni che non emettono attestazioni e sezione 2 per le associazioni professionali che emettono attestazioni, la sezione 3 delle forme aggragative.
Fino a settembre 2013 il Ministero della Giustizia ha riconosciuto le seguenti associazioni di professioni non regolamentate fortemente implementato nei 10 anni successivi all'introduzione della legge 4/2013:
1. A.G.P. Associazione Grafologi Professionisti	4/10/2010
2. U.N.A.I. Unione Nazionale Amministratori d'Immobili	4/10/2010
3. A.G.I. Associazione Grafologica Italiana	4/10/2010
4. A.N.A.C.I. Associazione Nazionale Amministratori Condominiali	4/10/2010
5. ASSOINTERPRETI Associazione Nazionale Interpreti di Conferenza e Professionisti	4/10/2010
6. A.N.AMM.I. Associazione Nazional-europea AMMinistratori d'Immobili -	4/10/2010
7. A.N.I.T.I. Associazione Nazionale Italiana Traduttori ed Interpreti	4/10/2010
8. L.A.P.E.T. Libera Associazione Periti ed Esperti Tributari	10/5/2012
9. I.N.T. Istituto Nazionale Tributaristi	10/5/2012
10. A.N.C.O.T. Associazione Nazionale Consulenti Tributari	10/5/2012
11. A.P.N.E.C. Associazione Professionale Nazionale Educatori Cinofili	10/5/2012
12. L.A.I.T. Libera Associazione Italiana dei Consulenti Tributari	10/5/2012
13. A.N.C.I.T. Associazione Nazionale dei Consulenti Tributari Italiani	10/5/2012
14. A.P.C.O. Associazione professionale italiana dei consulenti di management	7/1/2013
15. A.I.S.A. Associazione Italiana Scienze Ambientali	7/1/2013
16. A.I.B.  Associazione Italiana Biblioteche	7/1/2013
17. A.S.S.I.T. Associazione Italiana dei Periti ed Esperti Assicurativi Incendio e Rischi Diversi	7/1/2013
18. A.I.P.I. Associazione Italiana progettisti di Interni	7/1/2013
19. F.E.R.P.I. Federazione Relazioni Pubbliche Italiana	7/1/2013
20. A.N.P.E. Associazione Nazionale dei Pedagogisti Italiani	8/2/2013
21. A.N.A.I.P. Associazione Nazionale Amministratori Immobiliari Professionisti	8/2/2013
22. A.I.C.C. e F. Associazione Italiana Consulenti Coniugali e Familiari	5/9/2013
23. A.I.D.P. Associazione Italiana per la Direzione del Personale	5/9/2013
24. A.I.T.I. Associazione Italiana Traduttori e Interpreti	5/9/2013[13]
25. A.K.S.I. Associazione Italiana di Kinesiologia Specializzata	5/9/2013
26. A.N.I.P.A. Associazione Nazionale Informatici Pubblici e Aziendali	5/9/2013
27. A.S.P.I.F. Associazione Psicomotricisti Funzionali	5/9/2013
28. F.I.S. Federazione Italiana Shiatsu	5/9/2013
29. PHRONESIS Associazione Italiana per la Consulenza Filosofica	5/9/2013